# Katastrofa lotu Sudan Airways 109
Katastrofa lotu Sudan Airways 109 – katastrofa lotnicza, do jakiej doszło 10 czerwca 2008 roku, około godziny 20 czasu lokalnego, w porcie lotniczym w Chartumie, stolicy Sudanu.

## Samolot
Airbus A310-324 ST-ATN, który się rozbił został wyprodukowany w 1990 roku. Do 2001 roku należał do linii Singapore Airlines. Od końca 2001 roku do 2007 samolot należał do linii Air India, skąd został sprzedany liniom Sudan Airways.

## Przebieg katastrofy
Airbus A310-324 (nr. rej. ST-ATN) odbywał lot z Damaszku w Syrii do Chartumu. Samolot rozbił się przy lądowaniu, w niesprzyjających, burzowych warunkach pogodowych. Maszyna wyjechała 215 metrów poza pas startowy, przełamała na dwie części i stanęła w płomieniach. Z powodu uszkodzeń, ewakuacja samolotu była możliwa tylko z lewej strony. Ogień szybko wdarł się do wnętrza kabiny. Na pokładzie znajdowało się 203 pasażerów i 11 członków załogi. W pierwszych godzinach po zdarzeniu informowano o śmierci 120 osób. Wynikało to z faktu, iż część pasażerów, która ewakuowała się z samolotu, opuściła teren lotniska, a służby ratownicze błędnie uznały, że osoby te pozostały w płonącym samolocie i zginęły. Ostatecznie, w katastrofie zginęło 30 osób – 29 pasażerów oraz członek załogi.
Była to druga katastrofa lotnicza na terenie Sudanu do której doszło w przeciągu dwóch miesięcy. W maju 2008, w innej katastrofie na południu kraju zginęły 24 osoby.

## Pasażerowie i załoga
| Kraj  | Pasażerowie | Załoga | Razem |
| ----- | ----------- | ------ | ----- |
| Sudan | 201         | 11     | 212   |
| Irak  | 2           | -      | 2     |
| Razem | 203         | 11     | 214   |